# 1583
Il 1583 (MDLXXXIII in numeri romani) è un anno  del XVI secolo.

## Eventi
- Compare per la prima volta, in botanica, il concetto di specie introdotto da Andrea Cesalpino.
- 1º gennaio – Secondo alcuni documenti ufficiali viene introdotto in Belgio il calendario gregoriano.
- 10 agosto – Pace di Pljussa: Termina la Prima guerra del nord con la sconfitta del Regno russo, che dovette cedere diversi territori a Regno di Svezia e Confederazione polacco-lituana.
- 10 settembre – Il gesuita Matteo Ricci si stabilisce nel sud della Cina, a Shao-ch'ing (Zhaoqing).

### America del Nord
- Sir Humphrey Gilbert dichiara ufficialmente il possesso dell'isola di Terranova (Canada) da parte del regno d'Inghilterra.

## Nati

### Gennaio
- 8 gennaio - Simon Episcopius, teologo olandese († 1643)
- 12 gennaio - Nicolò Alemanni, antiquario e bibliotecario italiano († 1626)
- 28 gennaio - Filippo Salviati, scienziato italiano († 1614)

### Febbraio
- 2 febbraio - Anna Visscher, artista, poetessa e traduttrice olandese († 1651)
- 3 febbraio - Giambattista Basile, letterato e scrittore italiano († 1632)
- 17 febbraio - Carlo Maranta, vescovo cattolico italiano († 1664)

### Marzo
- 3 marzo - Anna d'Assia-Darmstadt, nobile († 1631)
- 3 marzo - Edward Herbert, filosofo e poeta inglese († 1648)
- 18 marzo - Mario Guiducci, astronomo italiano († 1646)
- 19 marzo - Secondo Lancellotti, scrittore e religioso italiano († 1643)
- 20 marzo - Alvise Mocenigo, politico e ammiraglio italiano († 1654)
- 27 marzo - Helfrich Ulrich Hunnius, giurista tedesco († 1636)

### Aprile
- 4 aprile - Francesco Quaresmio, francescano e orientalista italiano († 1650)
- 8 aprile - Miklós Esterházy, nobile, militare e politico ungherese († 1645)
- 10 aprile - Ugo Grozio, giurista, filosofo e teologo olandese († 1645)

### Maggio
- 1º maggio - Orazio Grassi, matematico e architetto italiano († 1654)
- 10 maggio - Fernando Afán de Ribera, duca di Alcalá, generale e politico spagnolo († 1637)
- 26 maggio - Susanna Hall,  inglese († 1649)

### Giugno
- 1º giugno - Johann Fugger il Vecchio, banchiere, mercante e nobile tedesco († 1633)
- 16 giugno - Axel Oxenstierna, politico svedese († 1654)
- 17 giugno - Pace Pasini, poeta e filosofo italiano († 1644)
- 20 giugno - Jacob De la Gardie, generale e politico svedese († 1652)
- 22 giugno - Gioacchino Ernesto di Brandeburgo-Ansbach, nobile († 1625)
- 27 giugno - Christoph von Dohna, politico tedesco († 1637)

### Luglio
- 2 luglio - Dodo zu Innhausen und Knyphausen, militare tedesco († 1636)
- 12 luglio - Felice Palma, scultore italiano († 1625)
- 20 luglio - Albano Roe, presbitero e monaco cristiano inglese († 1642)
- 28 luglio - Johann Remmelin, medico e matematico tedesco († 1632)

### Agosto
- 9 agosto - Lorenzo Ramírez de Prado, umanista, politico e scrittore spagnolo († 1658)
- 10 agosto - Sigismondo Coccapani, pittore e architetto italiano († 1643)
- 21 agosto - Eleonora di Hohenzollern, principessa prussiana († 1607)
- 21 agosto - Denis Pétau, filosofo, storico e teologo francese († 1652)
- 26 agosto - Adamo di Schwarzenberg, ufficiale tedesco († 1641)
- 27 agosto - Giovanni Giacomo Semenza, pittore italiano († 1636)

### Settembre
- 4 settembre - Jost Hänzenberger, politico svizzero
- 13 settembre - Girolamo Frescobaldi, compositore, organista e clavicembalista italiano († 1643)
- 23 settembre - Cristiano II di Sassonia, nobile tedesco († 1611)
- 24 settembre - Albrecht von Wallenstein, generale e politico tedesco († 1634)
- 29 settembre - Giovanni VIII di Nassau-Siegen, nobile e militare tedesco († 1638)

### Ottobre
- 18 ottobre - Takeda Nobuyoshi, militare giapponese († 1603)

### Novembre
- 3 novembre - Matteo Ponzone, pittore italiano
- 10 novembre - Antonio Gundicaro di Oldenburg, nobile tedesco († 1667)
- 11 novembre - Vincenzo Lorenzoni, notaio e politico sammarinese († 1664)
- 15 novembre - Théophile Raynaud, teologo francese († 1663)
- 25 novembre - Juan de Lugo, gesuita, cardinale e teologo spagnolo († 1660)

### Dicembre
- 25 dicembre - Orlando Gibbons, compositore e organista inglese († 1625)

### Senza giorno specificato
- Turlupin, attore teatrale francese († 1634)
- Paolo Agostini, compositore e organista italiano († 1629)
- Hans Georg von Arnim, generale tedesco († 1641)
- Lorenzo Azzolini, vescovo cattolico italiano († 1633)
- Alessandro Baratta, incisore italiano
- Alessandro Bardelli, pittore italiano († 1633)
- John Beaumont, poeta inglese († 1627)
- Hendrik van der Borcht il Vecchio, incisore e pittore fiammingo († 1651)
- Cristoforo Borri, gesuita, astronomo e matematico italiano († 1632)
- Luigi Capponi, cardinale, arcivescovo cattolico e bibliotecario italiano († 1659)
- Carlo Andrea Caracciolo, II marchese di Torrecuso, nobile e militare italiano († 1646)
- Alonso Carbonel, architetto e scultore spagnolo († 1660)
- Nicolas Caussin, gesuita, scrittore e teologo francese († 1651)
- Pierdonato Cesi, cardinale italiano († 1656)
- Estienne Cleirac, avvocato francese († 1657)
- Francisco De Rioja, poeta spagnolo († 1659)
- Matteo Ferchio, francescano, filosofo e teologo italiano († 1669)
- Ascanio Filomarino, cardinale italiano († 1666)
- Gamō Hideyuki, militare giapponese († 1612)
- Hendrick Goudt, pittore, incisore e disegnatore olandese († 1648)
- Henry Grey, VIII conte di Kent, nobile e politico inglese († 1639)
- Hayashi Razan, filosofo e scrittore giapponese († 1657)
- Alexander Henderson, teologo scozzese († 1646)
- Iwaki Sadataka, militare giapponese († 1620)
- Pieter Lastman, pittore, incisore e miniaturista olandese († 1633)
- Philip Massinger, drammaturgo inglese († 1640)
- Juan de Mesa, scultore spagnolo († 1627)
- Johann Daniel Mylius, teologo, medico e alchimista tedesco († 1628)
- Sanson Napollon, diplomatico francese († 1633)
- Giuseppe Palazzotto Tagliavia, compositore e religioso italiano
- Astolfo Petrazzi, pittore italiano († 1665)
- Gabriello Puliti, compositore italiano († 1644)
- Antonio Pérez, giurista spagnolo († 1672)
- Virginia Ramponi Andreini detta Florinda, attrice e cantante italiana
- Laurens Reael, ammiraglio olandese († 1637)
- Beniamino di Rohan-Soubise, condottiero francese († 1642)
- Ferdinando Saracinelli, poeta e librettista italiano († 1640)
- Federico Savelli, generale italiano († 1649)
- Blanche Somerset, nobile inglese († 1649)
- Giulio Strozzi, poeta italiano († 1652)
- Marc'Antonio Tomati, vescovo cattolico italiano († 1693)
- Marino Torre, ammiraglio italiano († 1633)
- Johann Wiesel, ottico tedesco († 1662)
- Nzinga di Ndongo e Matamba, regina († 1663)

## Morti

### Gennaio
- 1º gennaio - François de Belleforest, scrittore e traduttore francese (n. 1530)
- 7 gennaio - Maria di Sassonia (n. 1515)
- 20 gennaio - Antonia di Borbone-Vendôme, nobildonna (n. 1494)

### Febbraio
- 22 febbraio - Giovanni I di Braganza, nobile (n. 1543)
- 23 febbraio - Lucy Somerset, nobildonna inglese (n. 1524)
- 27 febbraio - Isabella Grimaldi, nobildonna italiana

### Marzo
- 2 marzo - Fulvio Giulio della Corgna, cardinale e vescovo cattolico italiano (n. 1517)
- 16 marzo - Bernardino Brugnoli, architetto italiano (n. 1538)
- 18 marzo - Magnus di Livonia, principe danese (n. 1540)
- 20 marzo - Juan de Garay, esploratore spagnolo (n. 1528)

### Aprile
- 14 aprile - Maddalena di Pierfrancesco de' Medici, nobile italiana
- 17 aprile - Ogasawara Nagatoki, militare giapponese (n. 1519)
- 25 aprile - Ottavio Gonzaga, nobile e militare italiano (n. 1543)
- 30 aprile - Jacopo Bozzetto, architetto italiano (n. 1521)

### Maggio
- 6 maggio - Zaccaria Ursino, teologo e predicatore tedesco (n. 1534)
- 17 maggio - Okada Shigeyoshi, militare giapponese (n. 1527)
- 21 maggio - Giovanni Battista Susio, medico e umanista italiano (n. 1519)
- 23 maggio - Günther XLI di Schwarzburg-Arnstadt, militare e diplomatico tedesco (n. 1529)
- 26 maggio - Esmé Stewart, I duca di Lennox, duca scozzese (n. 1542)
- 29 maggio - Riccardo Thirkeld, presbitero inglese

### Giugno
- 6 giugno - Nakagawa Kiyohide, militare giapponese (n. 1542)
- 9 giugno - Thomas Radcliffe, III conte di Sussex, nobile britannico
- 29 giugno - Lorenzo Suárez de Mendoza,  spagnolo

### Luglio
- 1º luglio - Sakuma Morimasa, militare giapponese (n. 1554)
- 3 luglio - Francesco I Sforza di Caravaggio, nobile italiano (n. 1550)
- 6 luglio - Edmund Grindal, arcivescovo anglicano britannico (n. 1519)
- 8 luglio - Fernão Mendes Pinto, esploratore e scrittore portoghese
- 9 luglio - Alfonso Ceccarelli, falsario, storico e scrittore italiano (n. 1532)
- 25 luglio - Rodolfo Acquaviva, gesuita e missionario italiano (n. 1550)

### Agosto
- 13 agosto - Giovan Lorenzo Firello, pittore italiano
- 19 agosto - Melchior Miguel Carneiro Leitão, patriarca cattolico e gesuita portoghese
- 22 agosto - Marcantonio Maffei, cardinale italiano (n. 1521)

### Settembre
- 9 settembre - Humphrey Gilbert, politico e corsaro britannico
- 16 settembre - Caterina Jagellona, principessa polacca (n. 1526)
- 19 settembre - Antonio Lorenzi, scultore italiano
- 27 settembre - Elisabeth Plainacher,  austriaca (n. 1513)
- 28 settembre - Francesco Sansovino, letterato italiano (n. 1521)
- 29 settembre - Marco Fedeli Gonzaga, vescovo cattolico italiano

### Ottobre
- 21 ottobre - Laurent Joubert, medico e chirurgo francese (n. 1529)
- 22 ottobre - Ludovico VI del Palatinato, nobile tedesco (n. 1539)
- 26 ottobre - Pirro Ligorio, architetto, pittore e antiquario italiano

### Novembre
- 2 novembre - John Bodey, beato inglese (n. 1549)
- 11 novembre - Gerald FitzGerald, XV conte di Desmond, rivoluzionario irlandese (n. 1533)
- 24 novembre - René de Birague, nobile italiano (n. 1507)
- 30 novembre - Filippo II d'Assia-Rheinfels, nobile tedesco (n. 1541)

### Dicembre
- 7 dicembre - Nurbanu Sultan, sultana ottomana
- 11 dicembre - Fadrique Álvarez de Toledo y Enríquez de Guzmán, nobile e militare spagnolo (n. 1537)
- 23 dicembre - Niccolò Fattore, pittore spagnolo (n. 1520)
- 29 dicembre - Zaccaria Dolfin, cardinale, vescovo cattolico e diplomatico italiano (n. 1527)
- 31 dicembre - Thomas Erastus, teologo e medico svizzero (n. 1524)

### Senza giorno specificato
- Jan Michałowicz di Urzędów, scultore e architetto polacco
- Oichi,  giapponese (n. 1547)
- Orazio Alfani, pittore e architetto italiano (n. 1510)
- Manoel Álvares, gesuita portoghese (n. 1526)
- Domenico Bonsi, diplomatico italiano (n. 1522)
- Matthijs Bril, pittore fiammingo (n. 1550)
- Lorenzo Costa il Giovane, pittore italiano (n. 1537)
- Martín Enríquez de Almanza
- Johann Thomas Freig, filosofo tedesco (n. 1543)
- Francisco García, giurista spagnolo (n. 1525)
- Hubert Goltz, pittore, numismatico e antiquario fiammingo (n. 1526)
- Isabella Gonzaga di Bozzolo, nobildonna italiana (n. 1521)
- Leopold Grabner zu Rosenburg, nobile austriaco
- Sofia Johansdotter Gyllenhielm, nobile svedese (n. 1559)
- Isono Kazumasa, militare giapponese (n. 1534)
- Andrej Michajlovič Kurbskij, militare russo (n. 1528)
- Charles de La Rochefoucauld, militare francese (n. 1520)
- Charles de Louviers,  francese
- Nasu Suketane, militare giapponese (n. 1527)
- Oda Nobutaka, militare giapponese (n. 1558)
- Uberto Pallavicino, nobile italiano
- Pedro Pizarro, scrittore spagnolo (n. 1514)
- Martino Rota, incisore e pittore italiano
- Giovanni Antonio Salamone, architetto e ingegnere italiano
- Shibata Katsuie, militare giapponese (n. 1522)
- Domenico Tibaldi, architetto, pittore e incisore italiano (n. 1541)
- Juan de Timoneda, scrittore spagnolo
- Carlo Ventimiglia, nobile, politico e militare italiano (n. 1539)
- Babullah di Ternate, sultano indonesiano (n. 1528)

## Calendario
| Calendario 1583 | Calendario 1583 | Calendario 1583 | Calendario 1583 | Calendario 1583 | Calendario 1583 | Calendario 1583 | Calendario 1583 | Calendario 1583 | Calendario 1583 | Calendario 1583 | Calendario 1583 | Calendario 1583 | Calendario 1583 | Calendario 1583 | Calendario 1583 | Calendario 1583 | Calendario 1583 | Calendario 1583 | Calendario 1583 | Calendario 1583 | Calendario 1583 | Calendario 1583 | Calendario 1583 | Calendario 1583 | Calendario 1583 | Calendario 1583 | Calendario 1583 | Calendario 1583 | Calendario 1583 | Calendario 1583 | Calendario 1583 | Calendario 1583 |
| --------------- | --------------- | --------------- | --------------- | --------------- | --------------- | --------------- | --------------- | --------------- | --------------- | --------------- | --------------- | --------------- | --------------- | --------------- | --------------- | --------------- | --------------- | --------------- | --------------- | --------------- | --------------- | --------------- | --------------- | --------------- | --------------- | --------------- | --------------- | --------------- | --------------- | --------------- | --------------- | --------------- |
|                 | 1               | 2               | 3               | 4               | 5               | 6               | 7               | 8               | 9               | 10              | 11              | 12              | 13              | 14              | 15              | 16              | 17              | 18              | 19              | 20              | 21              | 22              | 23              | 24              | 25              | 26              | 27              | 28              | 29              | 30              | 31              |                 |
| Gennaio         | Sa              | Do              | Lu              | Ma              | Me              | Gi              | Ve              | Sa              | Do              | Lu              | Ma              | Me              | Gi              | Ve              | Sa              | Do              | Lu              | Ma              | Me              | Gi              | Ve              | Sa              | Do              | Lu              | Ma              | Me              | Gi              | Ve              | Sa              | Do              | Lu              |                 |
| Febbraio        | Ma              | Me              | Gi              | Ve              | Sa              | Do              | Lu              | Ma              | Me              | Gi              | Ve              | Sa              | Do              | Lu              | Ma              | Me              | Gi              | Ve              | Sa              | Do              | Lu              | Ma              | Me              | Gi              | Ve              | Sa              | Do              | Lu              |                 |                 |                 |                 |
| Marzo           | Ma              | Me              | Gi              | Ve              | Sa              | Do              | Lu              | Ma              | Me              | Gi              | Ve              | Sa              | Do              | Lu              | Ma              | Me              | Gi              | Ve              | Sa              | Do              | Lu              | Ma              | Me              | Gi              | Ve              | Sa              | Do              | Lu              | Ma              | Me              | Gi              |                 |
| Aprile          | Ve              | Sa              | Do              | Lu              | Ma              | Me              | Gi              | Ve              | Sa              | Do              | Lu              | Ma              | Me              | Gi              | Ve              | Sa              | Do              | Lu              | Ma              | Me              | Gi              | Ve              | Sa              | Do              | Lu              | Ma              | Me              | Gi              | Ve              | Sa              |                 |                 |
| Maggio          | Do              | Lu              | Ma              | Me              | Gi              | Ve              | Sa              | Do              | Lu              | Ma              | Me              | Gi              | Ve              | Sa              | Do              | Lu              | Ma              | Me              | Gi              | Ve              | Sa              | Do              | Lu              | Ma              | Me              | Gi              | Ve              | Sa              | Do              | Lu              | Ma              |                 |
| Giugno          | Me              | Gi              | Ve              | Sa              | Do              | Lu              | Ma              | Me              | Gi              | Ve              | Sa              | Do              | Lu              | Ma              | Me              | Gi              | Ve              | Sa              | Do              | Lu              | Ma              | Me              | Gi              | Ve              | Sa              | Do              | Lu              | Ma              | Me              | Gi              |                 |                 |
| Luglio          | Ve              | Sa              | Do              | Lu              | Ma              | Me              | Gi              | Ve              | Sa              | Do              | Lu              | Ma              | Me              | Gi              | Ve              | Sa              | Do              | Lu              | Ma              | Me              | Gi              | Ve              | Sa              | Do              | Lu              | Ma              | Me              | Gi              | Ve              | Sa              | Do              |                 |
| Agosto          | Lu              | Ma              | Me              | Gi              | Ve              | Sa              | Do              | Lu              | Ma              | Me              | Gi              | Ve              | Sa              | Do              | Lu              | Ma              | Me              | Gi              | Ve              | Sa              | Do              | Lu              | Ma              | Me              | Gi              | Ve              | Sa              | Do              | Lu              | Ma              | Me              |                 |
| Settembre       | Gi              | Ve              | Sa              | Do              | Lu              | Ma              | Me              | Gi              | Ve              | Sa              | Do              | Lu              | Ma              | Me              | Gi              | Ve              | Sa              | Do              | Lu              | Ma              | Me              | Gi              | Ve              | Sa              | Do              | Lu              | Ma              | Me              | Gi              | Ve              |                 |                 |
| Ottobre         | Sa              | Do              | Lu              | Ma              | Me              | Gi              | Ve              | Sa              | Do              | Lu              | Ma              | Me              | Gi              | Ve              | Sa              | Do              | Lu              | Ma              | Me              | Gi              | Ve              | Sa              | Do              | Lu              | Ma              | Me              | Gi              | Ve              | Sa              | Do              | Lu              |                 |
| Novembre        | Ma              | Me              | Gi              | Ve              | Sa              | Do              | Lu              | Ma              | Me              | Gi              | Ve              | Sa              | Do              | Lu              | Ma              | Me              | Gi              | Ve              | Sa              | Do              | Lu              | Ma              | Me              | Gi              | Ve              | Sa              | Do              | Lu              | Ma              | Me              |                 |                 |
| Dicembre        | Gi              | Ve              | Sa              | Do              | Lu              | Ma              | Me              | Gi              | Ve              | Sa              | Do              | Lu              | Ma              | Me              | Gi              | Ve              | Sa              | Do              | Lu              | Ma              | Me              | Gi              | Ve              | Sa              | Do              | Lu              | Ma              | Me              | Gi              | Ve              | Sa              |                 |